# 拉島

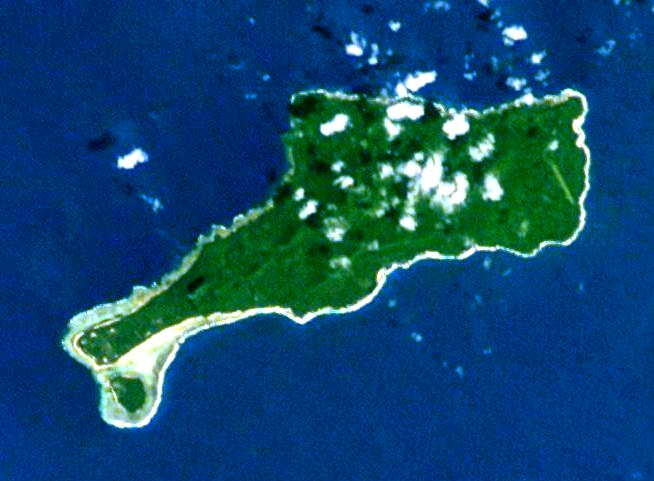

拉島是太平洋島國瓦努阿圖的島嶼，屬於班克斯群島的一部分，由托爾巴省負責管轄，位於莫塔拉瓦島西北面，面積0.5平方公里，2009年人口189。
13°42′58″S 167°37′48″E / 13.71611°S 167.63000°E